# Otto Stern
Otto Stern, född 17 februari 1888 i Sorau (nu Żory), död 17 augusti 1969  i Berkeley, Alameda County, Kalifornien var en tysk fysiker och nobelpristagare, som 1912 disputerade i fysikalisk kemi vid universitet i Breslau. Han fick Nobelpriset i fysik 1943, bland annat för att ha visat att protonen har ett magnetiskt moment.

## Biografi
Stern föddes i en judisk familj och hans far var Oskar Stern, en kvarnägare, som hade bott i Breslau (nu Wrocław) sedan 1892. Hans mor Eugenia, född Rosenthal, kom från Rawitsch (nu Rawicz) i den preussiska provinsen Posen. Han hade en bror, Kurt, som blev känd botaniker i Frankfurt, och tre systrar.
Stern studerade i Freiburg im Breisgau, München och Breslau och avslutade under handledning av Otto Sackur sina studier vid universitetet i Breslau 1912 med en doktorsavhandling i fysikalisk kemi om den kinetiska teorin om osmotiskt tryck i koncentrerade lösningar. Han följde sedan Albert Einstein till Karlsuniversitetet i Prag och 1913 till ETH i Zürich. 
Sterns brorsdotter var kristallografen Lieselotte Templeton.

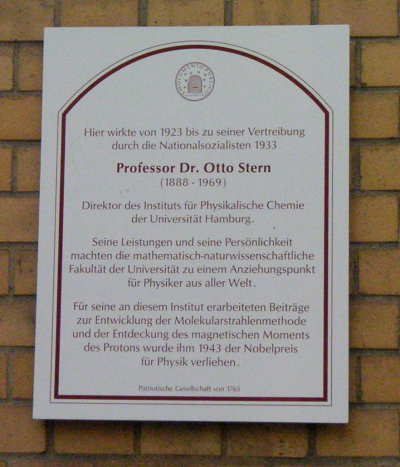
Plakett på väggen av vad som nu är fysikinstituten vid Hamburgs universitet, till minne av Sterns ämbetstid

## Karriär och vetenskapligt arbete
Stern tjänstgjorde under första världskriget och gjorde meteorologiskt arbete på den ryska fronten medan han fortsatte sina studier och fick 1915 sin habilitation vid universitetet i Frankfurt. År 1921 blev han professor vid Rostocks universitet som han lämnade 1923 för att bli chef för det nygrundade Institut für Physikalische Chemie vid Hamburgs universitet.
Efter att ha avgått från sin tjänst vid Universitetet i Hamburg 1933 på grund av nazisternas maktövertagande, fann han sin tillflykt i staden Pittsburgh och blev professor i fysik vid Carnegie Institute of Technology. Under 1930-talet var han gästprofessor vid University of California, Berkeley.
Som experimentell fysiker bidrog Stern till upptäckten av spinnkvantisering i Stern-Gerlach-experimentet med Walther Gerlach i februari 1922 vid Physikalischer Verein i Frankfurt am Main, till demonstration av vågnaturen hos atomer och molekyler, till mätning av atomers magnetiska moment samt till upptäckten av protonens magnetiska moment och utveckling av den molekylstrålemetoden, som används för tekniken för molekylstråleepitaxi.
Efter att Stern gått i pension från Carnegie Institute of Technology flyttade han till Berkeley, Kalifornien. Han var en regelbunden besökare i fysikcolloquium på UC Berkeley. Han dog av en hjärtattack i Berkeley den 17 augusti 1969.

## Utmärkelser och hedersbetygelser
- Asteroiden 14468 Ottostern[15]

- Nobelpriset i fysik,  1943[7][8]
- Hedersdoktor vid ETH Zürich

[Redigera Wikidata]
Stern tilldelades Nobelpriset i fysik 1943, det första som delades ut sedan 1939. Han fick det ensam, "för hans bidrag till utvecklingen av den molekylära strålmetoden och hans upptäckt av protonens magnetiska moment" (inte för Stern-Gerlach-experimentet). Priset 1943 delades ut 1944.
Stern-Gerlach-medaljen från Deutsche Physikalische Gesellschaft, som delas ut för spetskompetens inom experimentell fysik, är uppkallad efter honom och Gerlach.